# Lycke
Lycke is een plaats in de gemeente Alingsås in het landschap Västergötland en de provincie Västra Götalands län in Zweden. De plaats heeft 98 inwoners (2005) en een oppervlakte van 25 hectare.